# Pandemia de COVID-19 en Cajamarca
La pandemia de COVID-19 en Cajamarca, originada por el virus SARS-CoV-2, tuvo su primer caso documentado el 24 de marzo de 2020. Desde entonces, hasta el 20 de julio de 2023, se registraron 112 315 casos y un saldo total de 4639 personas fallecidas.

## Cronología

### 2020: Brote inicial, crecimiento exponencial y primera ola
Casos sospechosos
Primeros casos

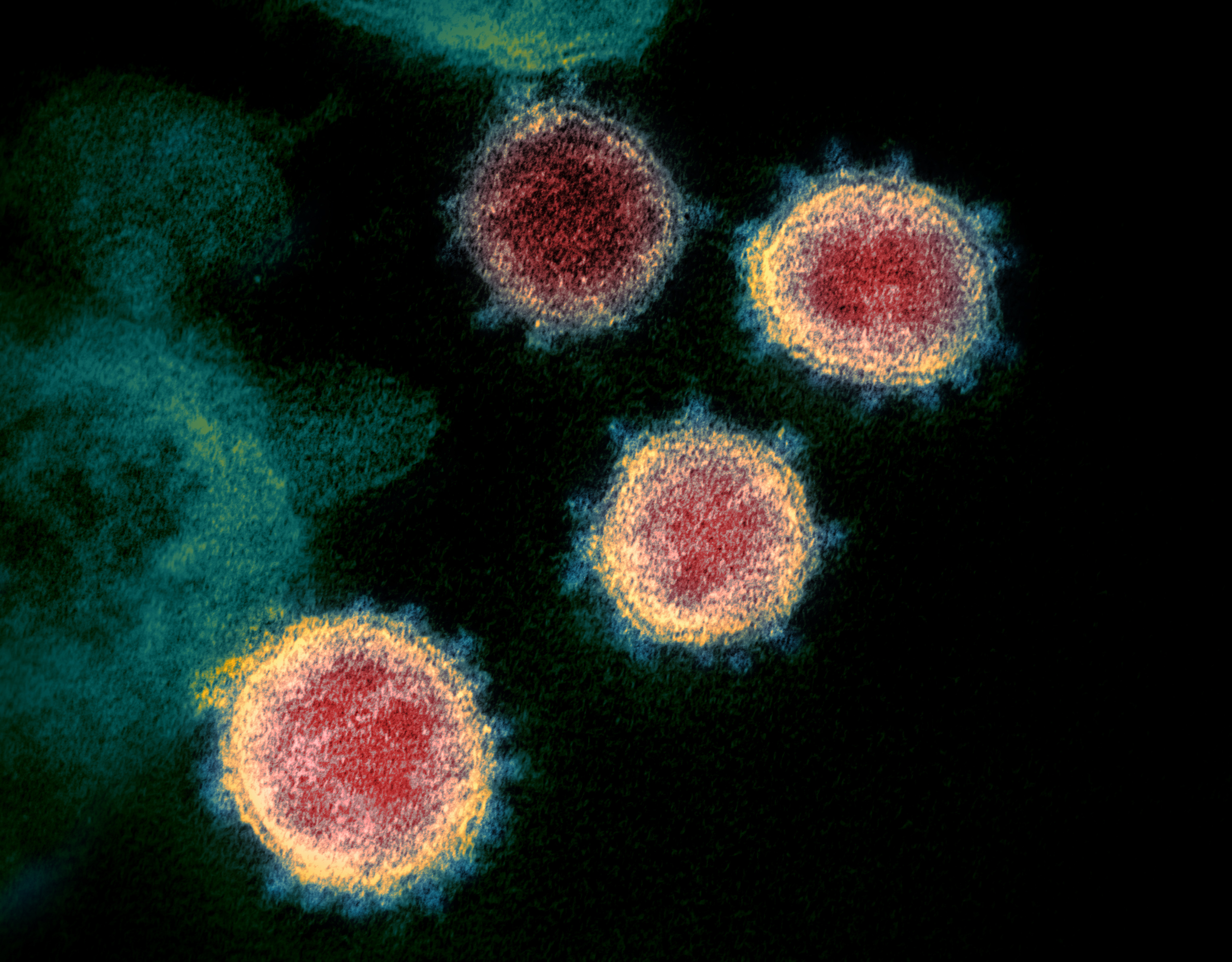
Imagen del SARS-CoV-2 captada a través de un microscopio electrónico de transmisión del Instituto Nacional de Alergias y Enfermedades Infecciosas.

El 24 de marzo, el Gobernador Mesías Guevara confirmó el primer caso de coronavirus en el departamento. Se trataba de un cajamarquino de la tercera edad (entre 64 y 65 años) que regresó de un viaje a Colombia. Durante su estancia en el país extranjero, entre el 4 y 8 de marzo recorrió la ciudad capital, Bogotá y desde allí partió en dirección a Lima, más precisamente al distrito de Miraflores en donde estuvo el 9 y 15 de marzo. Presentó sintomatología relacionada con la enfermedad el 16, y 4 días después, el 20 de marzo se procedió a tomarle una muestra para COVID-19.
Colapso hospitalario
El 31 de julio, el presidente de la Federación Médica de Cajamarca, Óscar Julcamoro, reveló que los hospitales de la región ya habían colapsado tras registrar un promedio de 600 nuevos diagnosticados en tan solo 24 horas diariamente. En ese marco, anunció que habían pedido con urgencia al gobierno la implementación del equipo necesario para sobrellevar la situación.
Reducción de los casos
A mediados de octubre, de acuerdo a las declaraciones realizadas por Diana Bolívar Joo, directora del Hospital General de Jaén, la provincia antedicha empieza a registrar un descenso de los casos durante seis semanas consecutivas. Afirmó que la tendencia a la baja se debía a las tareas desplegadas para diagnosticar de manera temprana y tratar a los contagiados mediante las campañas; “Yo me Apunto: Contra el COVID-19”, coordinada por el GORE Cajamarca, el "Plan Amojú", organizado por la Municipalidad Provincial de Jaén, y el Operativo Tayta, dispuesto por las Fuerzas Armadas del Perú.

### 2021: Resurgimiento de una segunda ola
Variantes del SARS-CoV-2

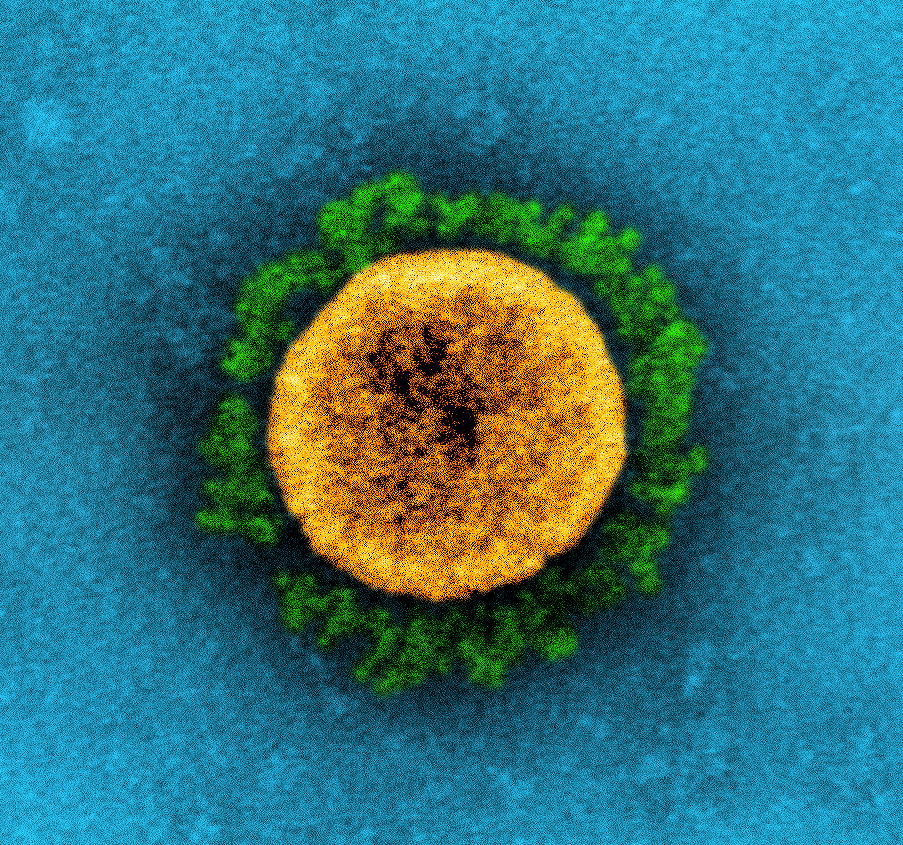
Imagen de la Variante B.1.1.7 captada a través de un microscopio electrónico de transmisión del Instituto Nacional de Alergias y Enfermedades Infecciosas.

El 27 de marzo, el INS informó que viene recogiendo muestras en pacientes de ocho departamentos del país, para la detección mediante secuenciamiento genético de las variantes P.1 y B.1.1.7, y otras de menor relevancia (estas dos primeras, son también conocidas como variante brasileña y variante británica, aunque se desaconsejan usar, según la OMS y organismos de salud pública por referirse de manera peyorativa al país donde se originó el brote de estas mutaciones). Más tarde, el 6 de abril, el director del Laboratorio de Biología Molecular de la DIRESA Cajamarca, Jorge Bazán Mayra manifestó su preocupación tras sospechar que el crecimiento de infectados y defunciones por COVID-19 en la región se debería a las variantes de preocupación P.1 y B.1.1.7. Al día siguiente, el jueves 7 de abril, mediante una publicación vía Twitter, el INS confirmó la presencia de la variante P.1 en 10 regiones del país, incluida Cajamarca. En la jurisdicción, se efectuaron 40 muestras para distintas variantes, y se detectó la variante P.1 en el 75% de las pruebas (30 casos), el 2.5% pertenecía a la variante B.1.1.7 (3 casos) y el resto, 17.5% (7 casos) representaban otras variantes de menor preocupación.

### Principios de 2022: Tercera ola y aumento supersónico de casos
Una tercera ola de contagios a nivel nacional comenzó a finales de 2021, asociada a la llegada de la variante ómicron al país el 19 de diciembre. No fue hasta el 4 de enero de 2022 cuando Hernando Cevallos oficializó el comienzo de un nuevo auge pandémico. Tras ello, varias regiones empezaron a tomar medidas a fin de detectar la cepa más contagiosa conocida de la enfermedad. Cajamarca no fue la excepción y a mediados de diciembre de 2021, el Laboratorio de Referencia Regional de la DIRESA local concentró los esfuerzos en la captación de casos sospechosos y probables a través de muestras de COVID-19, fortaleciendo el secuenciamiento genómico, considerando el riesgo inminente que representaba la llegada de la variante al departamento. El 6 de enero de 2022, la DIRESA reforzó el diagnóstico temprano de casos COVID-19, ordenando la apertura de diez puntos de descarte para la toma de exámenes de COVID-19 en la ciudad de Cajamarca y la localidad aledaña de Baños del Inca. Ese mismo día, el organismo confirmó la presencia de la cepa en una paciente adulta de acuerdo a un comunicado nocturno que emitieron. La información preliminar indicó que la enferma, con domicilio en el distrito de San Benito se encontraba acatando el aislamiento correspondiente, mientras que la institución realizaba la investigación a los contactos de la paciente índice.

## Respuesta del gobierno

### Toque de queda
| 4 |                           |                       |                           |  |  |  |  |  |  |  |  |  |  | 008 |
| 5 |                           |                       |                           |  |  |  |  |  |  |  |  |  |  | 008 |
| 6 |                           |                       |                           |  |  |  |  |  |  |  |  |  |  | 008 |
| \| Gobierno de Francisco Sagasti: Nivel de alerta: Extremo Gobierno de Pedro Castillo: Nivel de alerta: Extremo \| Nivel de alerta: Muy alto \| Nivel de alerta: Alto \| Nivel de alerta: Moderado \| |                           |                       |                           |  |  |  |  |  |  |  |  |  |  |     |
| Gobierno de Francisco Sagasti: Nivel de alerta: Extremo Gobierno de Pedro Castillo: Nivel de alerta: Extremo                                                                                          | Nivel de alerta: Muy alto | Nivel de alerta: Alto | Nivel de alerta: Moderado |  |  |  |  |  |  |  |  |  |  |     |

| Gobierno de Francisco Sagasti: Nivel de alerta: Extremo Gobierno de Pedro Castillo: Nivel de alerta: Extremo | Nivel de alerta: Muy alto | Nivel de alerta: Alto | Nivel de alerta: Moderado |

## Impacto

### Educación

«Aprendo en casa» es la estrategia educativa a distancia que se emplea en los centros educativos estatales.

2020: Cierre nacional
2021: Reapertura progresiva
2022: Retorno absoluto

### Laboral

#### Empleo
En un informe hecho por el Instituto Peruano de Economía, se pudo determinar que la tasa de empleo en el departamento registró una reducción interanual de 28% a consecuencia de la paralización de diversas actividades durante el confinamiento nacional de mayo de 2020.

## Estadísticas

### Resumen de primeros casos de contagio
| Casos confirmados por COVID-19 en el departamento de Cajamarca, a detalle | Casos confirmados por COVID-19 en el departamento de Cajamarca, a detalle | Casos confirmados por COVID-19 en el departamento de Cajamarca, a detalle | Casos confirmados por COVID-19 en el departamento de Cajamarca, a detalle | Casos confirmados por COVID-19 en el departamento de Cajamarca, a detalle | Casos confirmados por COVID-19 en el departamento de Cajamarca, a detalle | Casos confirmados por COVID-19 en el departamento de Cajamarca, a detalle | Casos confirmados por COVID-19 en el departamento de Cajamarca, a detalle | Casos confirmados por COVID-19 en el departamento de Cajamarca, a detalle |
| Nro.                                                                      | Fecha                                                                     | Edad                                                                      | Sexo                                                                      | Tipo de contagio                                                          | Ubicación de residencia                                                   | Lugar de procedencia                                                      | Notas                                                                     | Ref.                                                                      |
| ------------------------------------------------------------------------- | ------------------------------------------------------------------------- | ------------------------------------------------------------------------- | ------------------------------------------------------------------------- | ------------------------------------------------------------------------- | ------------------------------------------------------------------------- | ------------------------------------------------------------------------- | ------------------------------------------------------------------------- | ------------------------------------------------------------------------- |
| 1                                                                         | 24 de marzo de 2020                                                       | 64 años                                                                   | Masculino                                                                 | Casos importados                                                          | Desconocido                                                               | Bogotá, Colombia                                                          | Primer recuperado                                                         | [ 31 ]                                                                    |
| 2                                                                         | 31 de marzo de 2020                                                       | 40 años                                                                   | Femenino                                                                  | Casos importados                                                          | Jaén, Cajamarca                                                           | Lima, Perú                                                                | Obesidad, diabetes mellitus                                               | [ 32 ]                                                                    |
| 3                                                                         | 31 de marzo de 2020                                                       | 23 años                                                                   | Femenino                                                                  | Casos importados                                                          | Jaén, Cajamarca                                                           | Chiclayo, Perú                                                            | Segunda recuperada                                                        | [ 32 ]                                                                    |
| 4                                                                         | 2 de abril de 2020                                                        | 26 años                                                                   | Femenino                                                                  | Casos comunitarios                                                        | Jaén, Cajamarca                                                           | Lima, Perú                                                                | Contactos del 2º paciente                                                 | [ 33 ]                                                                    |
| 5                                                                         | 4 de abril de 2020                                                        | 67 años                                                                   | Masculino                                                                 | Casos comunitarios                                                        | Jaén, Cajamarca                                                           | Lima, Perú                                                                | Contactos del 2º paciente                                                 | [ 34 ]                                                                    |
| 6                                                                         | 4 de abril de 2020                                                        | 64 años                                                                   | Femenino                                                                  | Casos comunitarios                                                        | Jaén, Cajamarca                                                           | Lima, Perú                                                                | Contactos del 2º paciente                                                 | [ 34 ]                                                                    |
| 7                                                                         | 7 de abril de 2020                                                        | 50 años                                                                   | Masculino                                                                 | Casos importados                                                          | Cajamarca, Cajamarca                                                      | Lima, Perú                                                                | Cuadro de taquicardia                                                     | [ 35 ]                                                                    |
| 8                                                                         | 7 de abril de 2020                                                        | 36 años                                                                   | Masculino                                                                 | Casos importados                                                          | Desconocido                                                               | Chiclayo, Perú                                                            | Investigación de contactos                                                | [ 35 ]                                                                    |